# Radio nationale bulgare

Logo de la Radio Nationale Bulgare

La Radio nationale bulgare (en bulgare Българско национално радио) est la compagnie de radiodiffusion publique de la Bulgarie. 
Basée à Sofia, la capitale du pays, elle opère deux stations de radio domestiques (Horizont et Hristo Botev), sept radio régionales (Radio Sofia, Radio Plovdiv, Radio Varna, Radio Shumen, Radio Vidin, Radio Blagoevgrad et Radio Stara Zagora) et une station internationale (Radio Bulgarie) émettant des programmes en ondes courtes et en moyenne fréquence dans onze langues différentes (bulgare, français, anglais, russe, allemand, espagnol, serbe, grec, albanais, turc et arabe). 
Longtemps membre de l'Organisation internationale de radiodiffusion et de télévision, la radio nationale bulgare est membre actif de l'union européenne de radio-télévision depuis le 1er janvier 1993.

## Histoire
Ancêtre de la radio nationale, Radio Rodno est fondée en 1930 à l'initiative d'intellectuels et de personnalités publiques désireuses de promouvoir la culture bulgare. Limitée à l'origine à quelques heures d'émissions quotidiennes, elle prend de l'importance dans les années qui suivent et est nationalisée par un décret du tsar Boris III le 25 janvier 1935. Prenant véritablement son essor durant la période communiste (création d'une seconde station de radio nationale le 15 mars 1948 ; d'une première station régionale à Plovdiv le 2 juillet 1955), elle souffre de restrictions financières au début des années 1990 qui la conduisent à réduire du temps d'antenne. Après une série de restructurations dans le courant des années 2000, la radio nationale commence ses premiers essais de radio numérique (Digital Radio Mondiale) en 2008.
En 2009, neuf des dix stations du groupe sont diffusées en modulation de fréquence, tandis que Radio Bulgarie utilise prioritairement les ondes courtes et la moyenne fréquence pour transmettre ses programmes. Toutes les stations sont également diffusées en streaming sur internet. Principale station de la radio nationale bulgare, Horizont est par ailleurs reprise sur le satellite Eutelsat W2 dans le cadre du bouquet numérique ITV Partner.